# Nagasnårtimalia
Nagasnårtimalia (Spelaeornis chocolatinus) är en hotad fågel i familjen timalior inom ordningen tättingar. Den förekommer endast i bergsskogar i nordöstra Indien.

## Utseende
Nagasnårtimalian är en liten (10 cm) och mörkbrun fågel med för släktet relativt lång stjärt. Ovansidan är brun med fjälligt utseende, med rostbeige på strupe, bröst och flanker översållat av bruna och beigefärgade fläckar. Den är mörkare ovan och brunare under än ockrabröstad snårtimalia, med små svarta fläckar nedanför strupen. Mycket lika chinsnårtimalia (tidigare behandlad som en underart, se nedan), är istället vit under med svarta fläckar.

## Utbredning och systematik
Fågeln förekommer i bergsskogar i Assam (söder om Brahmaputra) och Manipur i Indien. Den behandlas som monotypisk, det vill säga att den inte delas in i några underarter, men tidigare inkluderades chinsnårtimalia, gråbukig snårtimalia och blekstrupig snårtimalia som underarter.

## Status och hot
Nagasnårtimalian har en liten världspopulation bestående av uppskattningsvis mellan 2 500 och 10 000 vuxna individer. Den minskar sannolikt också i antal till följd av jakt och omvandling av dess levnadsmiljö för jordbruk. Utbredningsområdet är också rätt litet, dock ännu inte kraftigt fragmenterat. Internationella naturvårdsunionen IUCN kategoriserar därför arten som sårbar.

## Namn
Artens svenska namn syftar på delstaten Nagaland i nordöstra Indien.